# عبد الناصر العبيدلي
عبد الناصر علي العبيدلي لاعب كرة قدم في نادي السد ومنتخب قطر من مواليد 1972 من أشهر لاعبي الارتكاز في دولة قطر.
شارك في العديد من البطولات المحلية في دولة قطر وقاد نادي السد بصقته قائد للفريق للعديد من الانجازات منها الفوز ببطولات كأس أمير قطر وكأس ولي العهد وكأس الشيخ جاسم والدوري المحلي
كما ساهم بشكل كبير في عدد من البطولات العربية والآسيوية
دائما ستتذكر الكرة القطرية ذلك الاعب صاحب القدم الفولاذية التي متعت الجماهير الكروية في مختلف أنحاء الوطن العربي الكبير كما تألق مع منتخب قطر وسجل هدف تاريخي على منتخب اليابان من نصف الملعب في كأس آسيا 2000 ويعتبر من أفضل الأهداف في آسيا

## وصلات خارجية
- عبد الناصر العبيدلي على موقع الاتحاد الدولي (مؤرشف)  (الإنجليزية)
- عبد الناصر العبيدلي على موقع قاعدة بيانات كرة القدم.إي يو (الإنجليزية)
- عبد الناصر العبيدلي على موقع ناشيونال فوتبول تيمز (الإنجليزية)
- عبد الناصر العبيدلي على موقع Soccerbase.com (لاعب) (الإنجليزية)
- عبد الناصر العبيدلي على موقع Soccerway.com (الإنجليزية)
- عبد الناصر العبيدلي على موقع عالم كرة القدم.نت (الإنجليزية)
- عبد الناصر العبيدلي على موقع أوليمبيديا (الإنجليزية)